# 松舞蛛
松舞蛛（学名：Alopecosa pinetorum）为狼蛛科舞蛛属的动物。分布于欧洲、俄罗斯以及中国大陆的新疆等地，多见于草丛。该物种的模式产地在欧洲。